# 王健 (1974年)
王健（1974年10月—），河北正定人，汉族，中国共产党党员。中华人民共和国政治人物、第十三届全国人民代表大会解放军和武警部队代表。

## 生平
2018年，王健被选为解放军和武警部队出席第十三届全国人民代表大会代表。